# Partyzánská válka

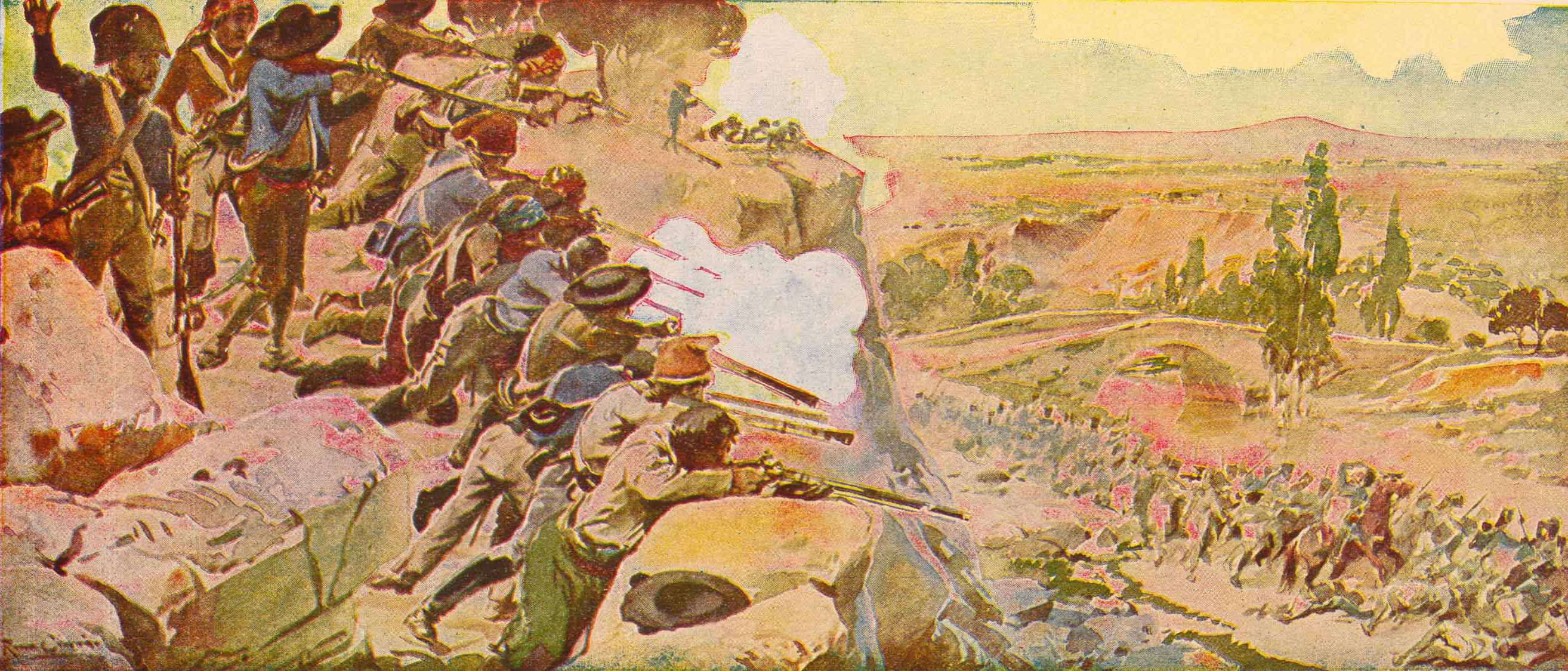
Partyzánský boj během poloostrovní války od portugalského malíře Roque Gameira. Termín „guerrilla“ vznikl během tohoto konfliktu, který probíhal na počátku 19. století.

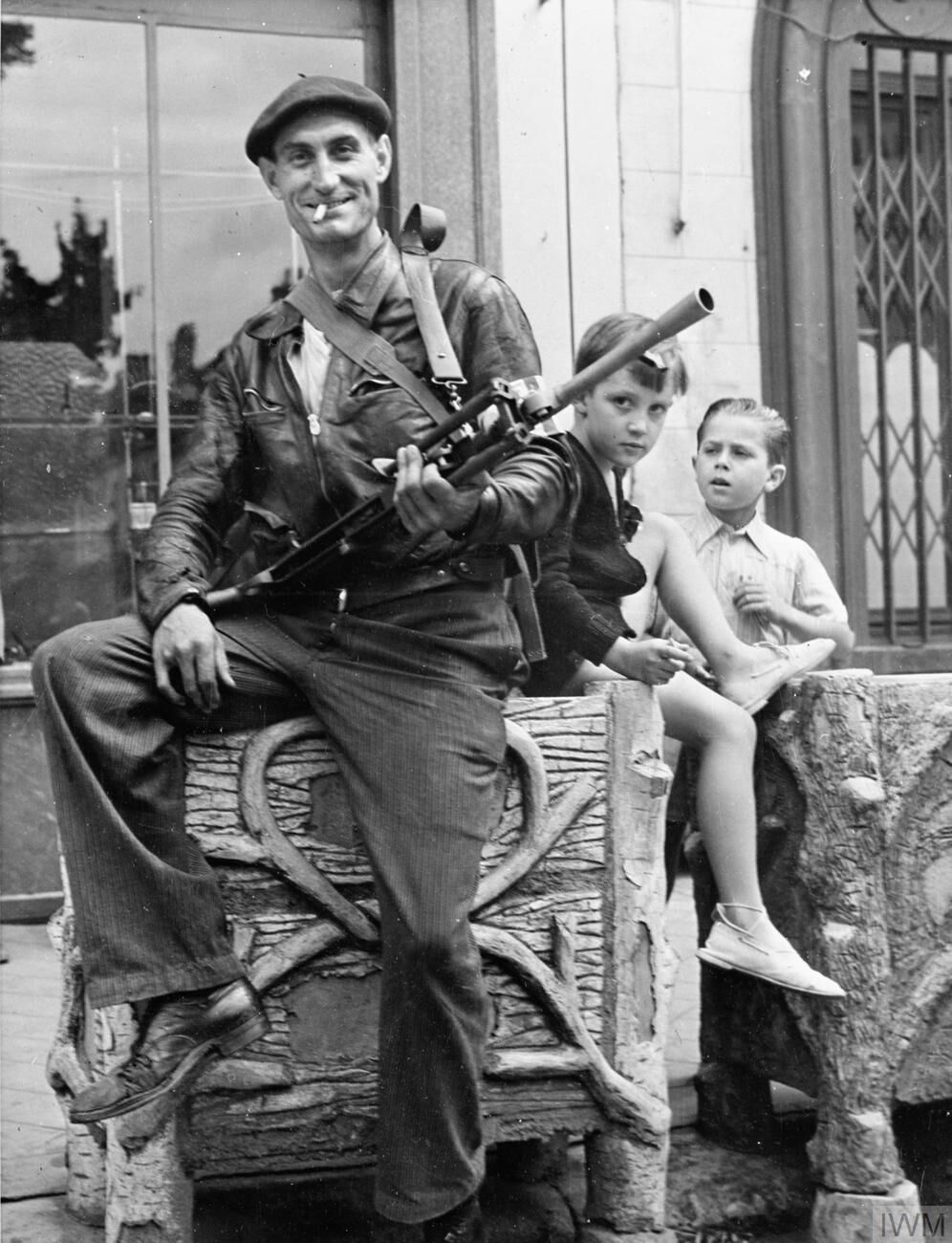
Francouzský partyzán

Partyzánský boj (někdy zvaný též jako guerrilla (šp.), drobná válka či záškodnická válka) je forma vedení ozbrojeného konfliktu, která se vyhýbá velkým a rozhodujícím bitvám a soustředí se na drobné dílčí přepadové akce. Je založena na myšlence, že i menší vojenské útvary mohou působit značné potíže lépe vyzbrojenému, zásobovanému a organizovanému nepříteli, když bude vhodně napadán na slabých místech ze zálohy. Často jde o válku vedenou partyzány.
Způsob boje se vyznačuje malými skupinkami bojovníků, kteří operují v nepřehledném terénu (často minimálně formálně kontrolovaném nepřítelem), kde je snadná možnost provést taktiku zaútoč a zmiz. Po útoku se partyzánská skupina rychle přemístí a zmizí ve známém terénu dříve, než přijedou další jednotky, které by mohly skupinu ohrozit. Další hlavní náplní partyzánů je provádění sabotáží a špionáže. Neprostupný a nepřehledný terén může být nahrazen též hustě obydlenou oblastí, kde útočníci splynou s obyvatelstvem, které tím ovšem mohou vystavit krutým represím. (Tyto represe jsou však pro stranu, která je provádí, dvojsečné, neboť mohou partyzánům nahnat další rekruty.)
Nenadálé útoky v týlu nepřítele mají trojí efekt:
- narušují pravidelnost dodávek z týlu na frontové linie, čímž zpožďují, či naprosto znemožňují probíhající vojenské operace
- při rozsáhlejší aktivitě partyzánů se stává, že jsou celá území pod jejich vlivem, a tak se oblasti dostávají z vlivu nepřítele, který nemůže využívat jejich ekonomický potenciál (příkladem může být nedávná situace na Srí Lance, kde Tamilští tygři dlouhou dobu kontrolovali oblasti, na nichž vybírali vlastní daně pro financování dalšího boje proti vládě)
- partyzáni na sebe vážou značné množství vojenských jednotek, které chybí na frontě v boji, či jako strategické zálohy pro případné nasazení do průlomu. Nepřítel musí vynaložit značné síly na eliminaci partyzánského hnutí.

U partyzánských oddílů je výzbroj často nehomogenní, složena z ukořistěné výbavy nepřítele. Značná část jejich výbavy je získávána při útocích na zásobovací konvoje. Důležitým předpokladem úspěšného partyzánského boje je získání si sympatií domorodého obyvatelstva, které pak často zásobuje potravinami partyzánské skupiny. Hlavním důvodem získání obyvatelstva je fakt, že antipatie obyvatelstva mají za následek vyzrazování pozic partyzánů nepříteli, který je postupně svojí materiální a početní převahou zničí.
Na to doplatil i Che Guevara, který chtěl vyvézt revoluci do Bolívie, kde o ni nebyl zájem. Jeho partyzánský oddíl byl prozrazen, poražen a Che Guevara poznamenal do svého deníku: "Každá partyzánská válka, která je vedena bez podpory místního obyvatelstva, je odsouzena k porážce".
Taktika partyzánského boje je využívána poměrně často. Byla využita za II. světové války v Jugoslávii (kde partyzáni ovládli velkou část země), Československo, Polsku, na Slovensku, v Rusku, v Bělorusku, na Ukrajině, ve Francii, v Itálii, v Řecku atd. (Po válce historici a vojenští odborníci vyhodnocovali partyzánské války v jednotlivých zemích a došli k závěru, že nejúčinnější a nejefektivnější bylo partyzánské hnutí v Jugoslávii – tato hornatá země je pro partyzánský boj přímo ideální. Wehrmacht ji proklínal jako zemi, kde "střílí každý strom a každý kámen".) Obdobou partyzánského boje byla i válka ve Vietnamu, boje během sovětské invaze do Afghánistánu či válka v Somálsku. V dnešní době podobné formy boje probíhají i na územích některých států střední a jižní Ameriky (kde je zván guerrilla). V současné době[kdy?] je asi nejznámější[zdroj?] partyzánský boj na Ukrajině proti vojákům okupačních sil Ruska.
Možnost eliminace partyzánů spočívá v náklonnosti a sympatiích obyvatelstva v příslušné oblasti (či jejich zastrašení – ovšem toto řešení může být velmi dvojsečné), v zamezení jejich zásobování, v nasazení značných ozbrojených sil na zajištění a prozkoumání rozlehlých oblastí.
Partyzánský boj zůstává i ve 21. století jednou z nejefektivnějších cest, jak se bránit proti invazi technicky vyspělejšího a materiálně i početně silnějšího nepřítele.
| „                 | Konvenční armáda prohraje, pokud nevyhraje. Guerrilla vyhraje, pokud neprohraje. | “ |
| — Henry Kissinger |                                                                                  |   |

## Původ slova
Guerrilla je zdrobnělinou španělského slova guerra – válka. Zdrobnělina vyjadřuje rozdíly v počtu, velikosti a měřítku střetů mezi guerrillovými bojovníky a pravidelnou profesionální armádou. Pojem je znám nejpozději v 18. století, je možná i starší. Po roce 1809 je termín používán v angličtině, kam se rozšířil v době napoleonských válek v souvislosti s tažením do Španělska.